# Якубовський Назар Олександрович
Наза́р Олекса́ндрович Якубо́вський (20 грудня 1996 — 5 вересня 2014) — солдат Збройних сил України, учасник російсько-української війни.

## Життєпис
Народився 1996 року в місті Хмельницький. Закінчив хмельницьку гімназію № 2. У часі Революції Гідності у вихідні разом із друзями їздив на київський Майдан. У серпні 2014-го сказав мамі, що поїхав шукати роботу в Києві, сам вирушив на фронт, не був офіційно оформлений у батальйоні.
5 вересня 2014-го зник безвісти під час бою з російськими диверсантами, які напали на бійців 2-ї роти батальйону із засідки поблизу села Весела Гора. Бійці на двох машинах під'їхали до блокпоста — на ньому майорів український прапор. Командир групи вийшов з машини, терористи відкрили вогонь. Прострелено бензобак, одна з автівок вибухнула.
Був похований 1 жовтня в Старобільську як невідомий Герой. Імена загиблих айдарівців назвав їх бойовий товариш.
Упізнаний за експертизою ДНК у березні 2015 року, старобільські волонтери зібрали кошти на цинкову труну, щоб доставити Назара до Хмельницького. 25 березня 2015 року з Якубовським попрощались у Києві на Майдані Незалежності, 26 березня — в Хмельницькому.
Перепохований в селі Шаровечка.
Без сина залишились батько Олександр і мати Інна Ігорівна.

## Нагороди і вшанування
- нагороджений нагрудним знаком «За оборону Луганського аеропорту» (посмертно)
- відзнакою «Народний Герой України» (посмертно)
- Почесною відзнакою міської громади «Мужність і відвага» жителів міста Хмельницького (посмертно)
- Медаллю «За хоробрість в бою» від ГО «Луганська обласна спілка ветеранів АТО» (посмертно)[1]
- рішенням Хмельницької міської ради присвоєно звання «Почесний громадянин міста Хмельницького» (посмертно)
- Орден «За мужність» ІІІ ступеня (21 серпня 2020, посмертно) — за значний особистий внесок у державне будівництво, соціально-економічний, науково-технічний, культурно-освітній розвиток України, вагомі трудові здобутки та високий професіоналізм[2]
- Його портрет розміщений на меморіалі «Стіна пам'яті полеглих за Україну» у Києві: секція 4, ряд 10, місце 12
- Вшановується в меморіальному комплексі «Зала пам'яті», в щоденному ранковому церемоніалі 5 вересня[3]